# 胡桃夹食管
胡桃夹食管、Jackhammer食管或肠蠕动收缩亢进是一种食道运动障碍，其特征是食管平滑肌以正常顺序收缩，但幅度或持续时间过长。胡桃夹食管是食管的几种运动障碍之一，其他種類包括贲门失弛缓症和弥漫性食管痉挛。胡桃夹食管会导致对固体和液体食物的吞咽困难，并可能导致严重的胸痛；也可能是无症状的。胡桃夹食管可影响任何年龄的人，但在60岁和70岁时更为常见。
诊断是通过食管动力研究（食管测压）做出的，该研究评估食管沿其长度的各个点的压力。“胡桃夹食管”一词来源于在蠕动过程中发现压力增加，当压力超过180毫米汞柱时確認為胡桃夹食管；这被比作机械胡桃夾子的压力。這項疾病不會惡化下去，并且与任何并发症无关；故此，胡桃夹食管的治疗仅针对控制症状。

## 症状
胡桃夹食管的特征是食道的运动障碍，表明由食管的异常运动或蠕动引起。患有运动障碍的人有两个主要症状：胸痛或吞咽困难。胸痛较为常见。胸痛非常严重和剧烈，类似于心脏性胸痛。可能会扩散到手臂和背部。胡桃夹食管的症状是间歇性的，可以在有或没有食物的情况下发生。极少数情况下，患者在进食后会突然出现食管阻塞（称为食物团块阻塞或steakhouse综合征），這種情況需要紧急治疗。与其他运动障碍（如贲门失弛缓症）或食管解剖异常（如消化道狭窄或食道癌）不同，该疾病的症状不会恶化或出現并发症。许多胡桃夹食管患者根本没有任何症状，因为对没有症状的患者进行的食管测压研究可能显示与胡桃夹食管相同的运动性结果。胡桃夹食管也可能与代谢综合征有关。 胡桃夹食管在普遍人口中的发病率尚不确定。

## 病理生理学
胡桃夹食管患者的食管病理标本大致正常，不會像贲门失弛缓症患者般显示出肌间神经丛的破坏。胡桃夹食管的病理生理学可能与远端食管的神经递质或其他介质异常有关。贲门失弛缓症中所见的一氧化氮水平异常被假定为主要异常。由于胃食管反流病与胡桃夹食管有关，一氧化氮和其他释放的化学物质的变化可能是对反流的反应。

## 诊断
对于吞咽困难的患者，可能首先进行检查以排除吞咽困难的解剖学原因，例如食管解剖结构的扭曲。通常包括用内窥镜观察食管，还可以進行食管的钡餐X射线造影。胡桃夹食管患者的内镜检查通常正常；可能会看到与胡桃夹食管相关的胃食管反流病相关的异常。
胡桃夹食管吞钡通常也正常，但如果以片剂或颗粒剂形式吞服顯影劑，则可能提供明确诊断。超声内镜研究显示胡桃夹食管固有肌层有轻微增厚趋势，但对诊断没有帮助。

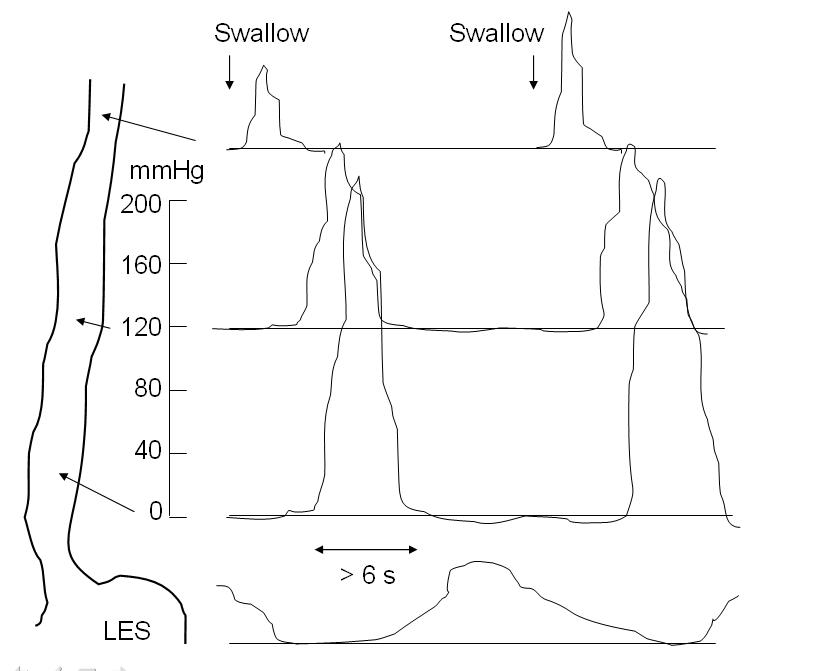
胡桃夹食管中的食管动力研究图：该疾病表现为高压食管收缩超过180毫米汞柱的蠕动，持续时间超过6秒的收缩波。

### 食管动力研究
胡桃夹食管的诊断通常通过食管动力研究进行，该研究显示了该疾病的特征。食管动力研究涉及在患者吞咽（含液体）或干咽（含固体）后食管的压力测量。通常在食管的不同点进行测量。
胡桃夹食管具有文献中描述的许多标准的特征。最常用的标准是以美国胃肠病学家D.O. Castell命名的Castell标准。Castell标准包括一个主要标准：远端食管的平均蠕动幅度超过180毫米汞柱。次要标准是出现持续时间大于6秒的重复性收缩。Castell还指出，胡桃夹食管的食管下括约肌松弛正常，但在有些患者中會同時出現食管下括约肌壓力過高，他們靜止時的下括约肌壓力仍高於45毫米汞柱。
此外，胡桃夹食管還有三個診斷标准。哥德堡标准包括在食管的任一處出現180毫米汞柱的蠕动收缩幅度。里氏标准涉及在食管下括约肌上方3厘米和8厘米处进行的平均测量中出现振幅大于180毫米汞柱的蠕动收缩。它已被纳入许多临床指南，用于评估吞咽困难。Achem标准更为严格，是Richter和Castell在制定标准时使用的93名患者研究的延伸，要求在食管下括约肌上方3厘米处的振幅大于199毫米汞柱，在食管括约肌上方8厘米处的振幅大于172毫米汞柱，或在食管括约肌上方13厘米处的振幅大于102毫米汞柱。

## 治疗

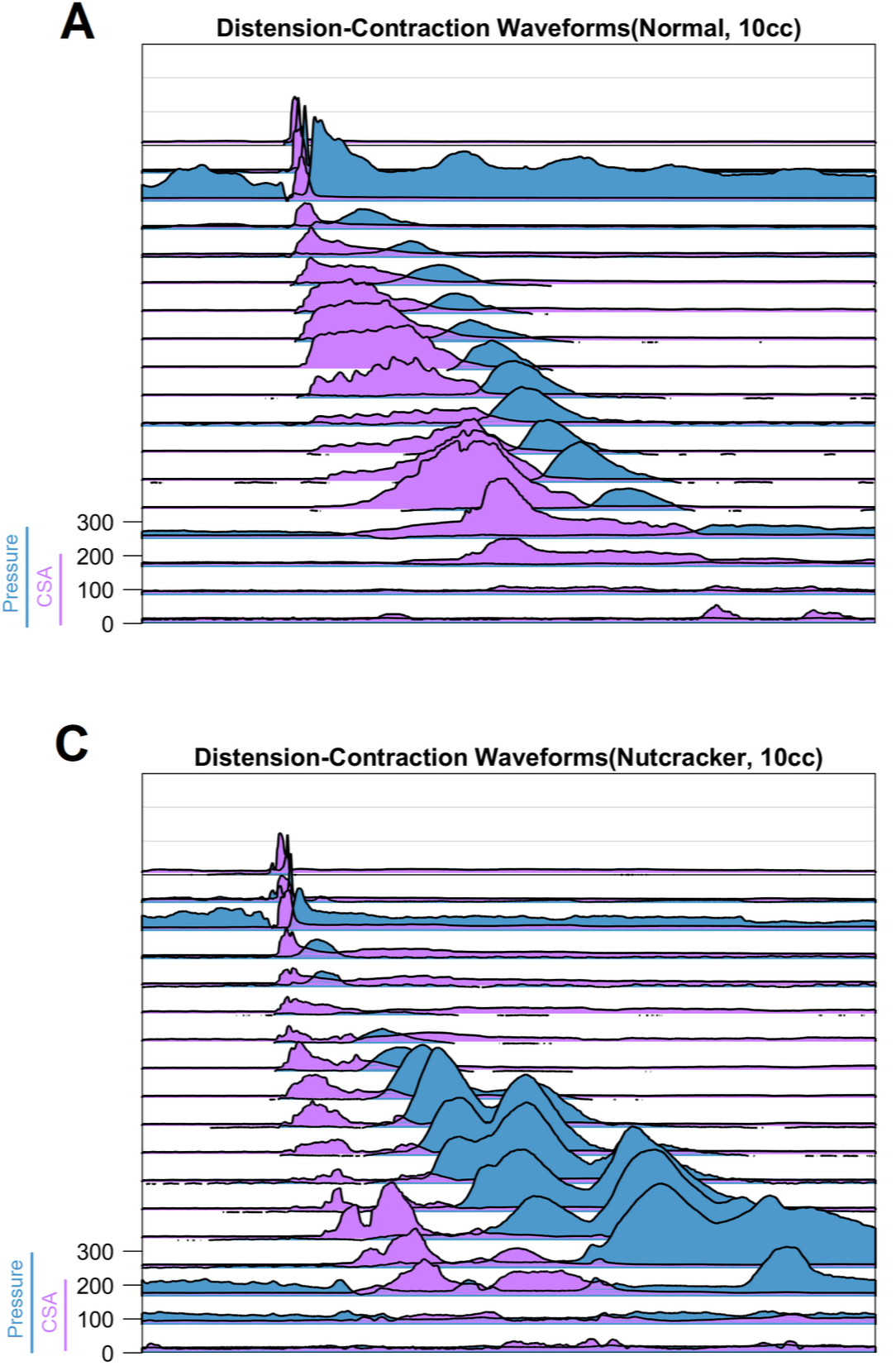
(A) 中的正常食管。(C) 中的胡桃夹食管：蓝色的高压波；紫红色的横截面。

胡桃夹食管不太可能恶化。胸痛和吞咽困难的症状严重时可能需要药物治疗，很少需要手术。
治疗的初步侧重于减少危险因素。减轻体重可能有助于减轻症状，但抑酸疗法在减少食管反流方面的作用仍不确定。非常冷和非常热的饮料可能会引发食管痉挛。

### 药物
胡桃夹食管的药物治疗包括使用钙离子通道阻滞剂，钙离子通道阻滞剂可以松弛食管下括约肌，缓解吞咽困难症状。钙离子通道阻滞剂地尔硫卓已用于随机对照研究，效果良好。饭前服用硝酸盐药物，包括硝酸异山梨酯，也可能有助于松弛食管下括约肌和改善症状。颠茄和苯巴比妥的廉价通用组合可以作为片剂每天服用三次，以防止发作，或者对于偶尔发作的患者，在症状出现时作为特效药。磷酸二酯酶抑制剂，如西地那非，可用于减轻症状，尤其是疼痛，但小型试验未能证明临床改善。

### 程序
肉毒杆菌毒素的内窥镜治疗也可用于改善吞咽困难，从而稳定体重减轻，但对其他症状（包括疼痛）的效果有限，療效也只能持续数周。最后，可以进行食管气动扩张，使用高压球囊拉伸食管下括约肌的肌肉，以改善症状，但在食管活动方面同样没有临床改善。
对于药物或内窥镜治疗无效的患者，可以进行手术。Heller肌切开术涉及一个切口以破坏食管下括约肌和支配它的肌间神经丛。Heller肌切开术是对其他治疗无反应的患者的最终治疗选择。